# Крамари
Крамари су насељено мјесто у општини Трново, Федерација БиХ, Босна и Херцеговина.

## Становништво
|         | 2013.       | 1991.        | 1981.         | 1971.         |
| Укупно  | 28 (100,0%) | 73 (100,0%)  | 175 (100,0%)  | 195 (100,0%)  |
| Бошњаци | 28 (100,0%) | 72 (98,63%)1 | 175 (100,0%)1 | 195 (100,0%)1 |
| Остали  | –           | 1 (1,370%)   | –             | –             |

1. 1 На пописима од 1971. до 1991. Бошњаци су пописивани углавном као Муслимани.